# JTBC 주말뉴스
《JTBC 주말뉴스》은 대한민국 JTBC에서 주말 오후 5시 40분에 방송되는 JTBC의 메인 뉴스 프로그램이다. 2011년 12월 3일부터 2014년 9월 21일까지 프로그램 JTBC 스포츠뉴스 후속으로 편성되었다.

## 역사
JTBC는 JTBC 뉴스 9과 JTBC 뉴스 10를 2011년 12월 3일부터 'JTBC 주말뉴스' 이름 JTBC 뉴스룸으로 개편하여 시간대를 8시로 이동하였고, 분량을 100분으로 확대했다.

## 구성
- 오늘의 주요뉴스
- 집중분석
- 탐사플러스
- 주말인터뷰(일)
- 이 시각 스포츠
- 날씨
- 클로징

## 앵커
메인
| 대수 | 진행자 | 진행 기간                         |
| ---- | ------ | --------------------------------- |
| 1대  | 이정헌 | 2011년 12월 3일 ~ 2012년 4월 29일 |
| 2대  | 안착히 | 2012년 5월 5일 ~ 2014년 3월 30일  |
| 3대  | 박성태 | 2014년 4월 5일 ~ 2014년 9월 21일  |

서브
| 대수 | 진행자 | 진행 기간                         |
| ---- | ------ | --------------------------------- |
| 1대  | 장성규 | 2012년 5월 5일 ~ 2012년 11월 18일 |
| 2대  | 안태훈 | 2012년 11월 24일 ~ 2014년 2월 2일 |

## 시보 광고
- 현대자동차

## 같이 보기
- KBS 뉴스 9 (KBS 1TV)
- EBS 저녁뉴스 (EBS 1TV)
- MBC 뉴스데스크 (MBC TV)
- SBS 8 뉴스 (SBS TV)
- OBS 뉴스중심 (OBS경인TV)
- MBN 종합뉴스 (MBN)
- TV조선 뉴스 9 (TV조선)
- TV조선 뉴스 7 (TV조선)
- JTBC 뉴스룸 (JTBC)
- 뉴스A (채널A)
- YTN 뉴스나이트 (YTN)
- YTN 뉴스와이드 (2100) (YTN)
- 뉴스투나잇 (연합뉴스TV)

## 관련 서적
JTBC 주말뉴스 2부 팩트체크에서 방송된 주요 내용들을 정리해서 책으로 출간했다.
- 《팩트체크 - 세상을 바로 읽는 진실의 힘》 - 2015년 11월 출간, JTBC 주말뉴스 팩트체크 제작팀 저, 중앙북스, ISBN 9788927806981
- 《팩트체크 - 정치.사회 편,세상을 바로 읽는 진실의 힘》 - 2016년 5월 출간, JTBC 주말뉴스 팩트체크 제작팀 저, 중앙북스, ISBN 9788927807643
- 《팩트체크 - 경제상식편》 - 2016년 7월 출간, JTBC 주말뉴스 팩트체크 제작팀 저, 중앙북스, ISBN 9788927807827
- 《탄핵, 헌법으로 체크하다》 - 2017년 3월 출간, 오대영, 임경빈, 배준, 오지현, 민소양 저, 반비, ISBN 9788983718334